# Nedging-with-Naughton
Nedging-with-Naughton – civil parish w Anglii, w Suffolk, w dystrykcie Babergh. W 2011 civil parish liczyła 404 mieszkańców. W obszar civil parish wchodzą także Nedging i Naughton.